# Föreningen för svårdiagnostiserade infektionssjukdomar
Föreningen för svårdiagnostiserade infektionssjukdomar (FSI) är en patientförening som verkar för förbättrad diagnostik och behandling för flera olika svårdiagnostiserade sjukdomar. De sjukdomar som föreningen främst (men inte enbart) är i fokus är ME/CFS, Fibromyalgi och olika fästingrelaterade sjukdomar däribland Borrelia.